# Mistrovství světa v alpském lyžování 2011 – Super-G žen
Soutěž Super–G žen na mistrovství světa v alpském lyžování 2011 se konala 8. února jako úvodní závod šampionátu, který startoval v 11:00 hodin místního času. Zúčastnilo se jej 48 závodnic z 20 zemí.

## Výsledky

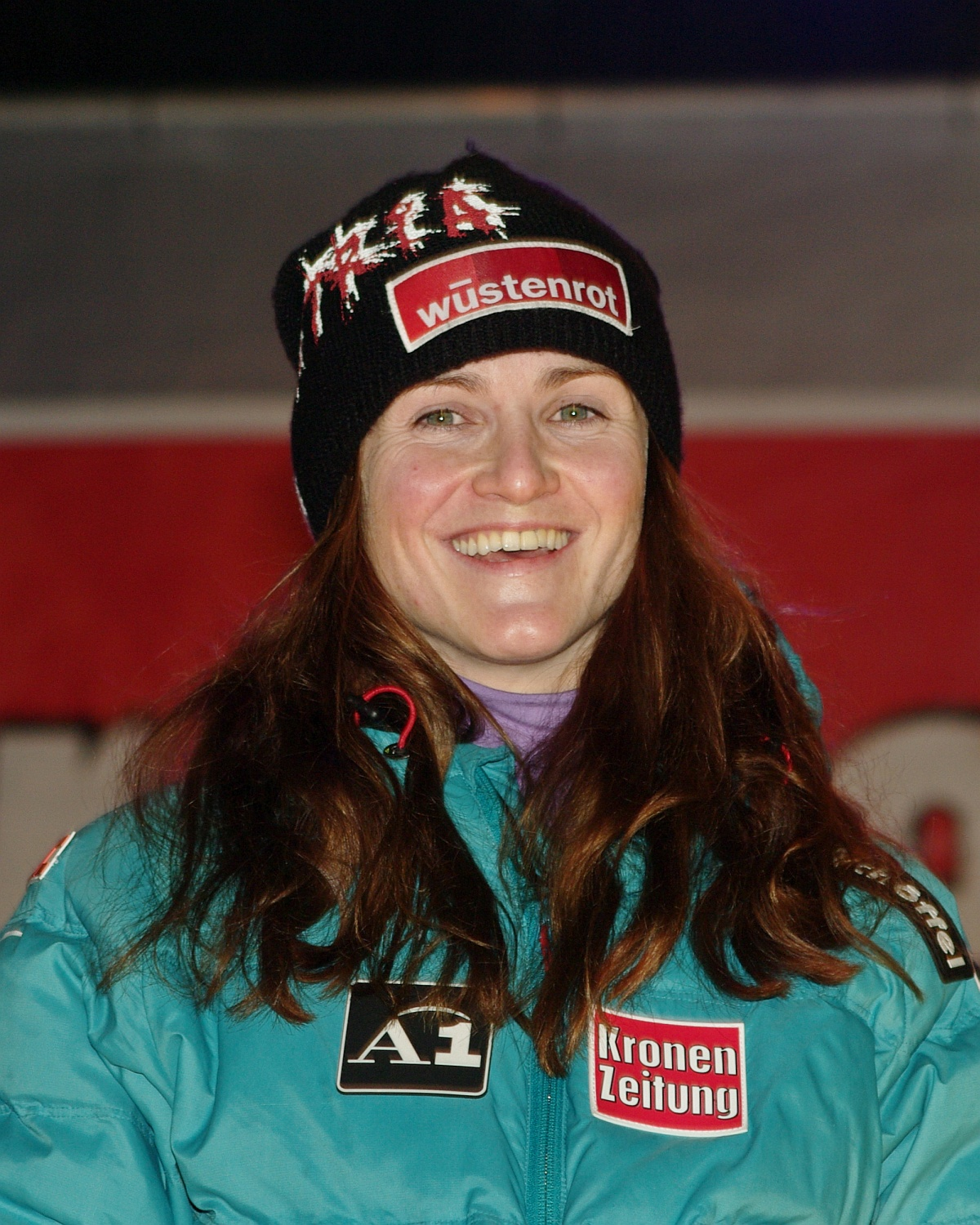
Elisabeth Görglová – mistryně světa.

| Pořadí | Č. | Závodnice                        | Stát                   | Čas     | Ztráta |
| ------ | -- | -------------------------------- | ---------------------- | ------- | ------ |
| 1      | 16 | Elisabeth Görglová               | Rakousko               | 1:23.82 |        |
| 2      | 21 | Julia Mancusová                  | Spojené státy americké | 1:23.87 | +0.05  |
| 3      | 17 | Maria Rieschová                  | Německo                | 1:24.03 | +0.21  |
| 4      | 19 | Lara Gutová-Behramiová           | Švýcarsko              | 1:24.26 | +0.44  |
| 5      | 8  | Anna Fenningerová                | Rakousko               | 1:24.64 | +0.82  |
| 6      | 7  | Elena Curtoniová                 | Itálie                 | 1:24.65 | +0.83  |
| 7      | 22 | Lindsey Vonnová                  | Spojené státy americké | 1:24.66 | +0.84  |
| 8      | 10 | Fabienne Suterová                | Švýcarsko              | 1:24.75 | +0.93  |
| 9      | 6  | Daniela Merighettiová            | Itálie                 | 1:24.91 | +1.09  |
| 10     | 20 | Anja Pärsonová                   | Švédsko                | 1:24.99 | +1.17  |
| 11     | 14 | Tina Mazeová                     | Slovinsko              | 1:25.06 | +1.24  |
| 12     | 23 | Nicole Hospová                   | Rakousko               | 1:25.25 | +1.43  |
| 13     | 11 | Nadja Kamerová                   | Švýcarsko              | 1:25.36 | +1.54  |
| 14     | 1  | Jessica Lindellová-Vikarbyová    | Švédsko                | 1:25.40 | +1.58  |
| 15     | 28 | Britt Janyková                   | Kanada                 | 1:25.42 | +1.60  |
| 16     | 5  | Laurenne Rossová                 | Spojené státy americké | 1:25.65 | +1.83  |
| 17     | 13 | Ingrid Jacquemodová              | Francie                | 1:25.91 | +2.09  |
| 18     | 29 | Elena Fanchiniová                | Itálie                 | 1:25.95 | +2.13  |
| 19     | 3  | Leanne Smithová                  | Spojené státy americké | 1:25.96 | +2.14  |
| 20     | 15 | Marie Marchandová-Arvierová      | Francie                | 1:25.97 | +2.15  |
| 21     | 2  | Marion Rollandová                | Francie                | 1:26.13 | +2.31  |
| 22     | 31 | Marie-Michèle Gagnonová          | Kanada                 | 1:26.32 | +2.50  |
| 23     | 25 | Johanna Schnarfová               | Itálie                 | 1:26.86 | +3.04  |
| 24     | 36 | Marie-Pier Prefontaineová        | Kanada                 | 1:27.25 | +3.43  |
| 25     | 4  | Margot Bailetová                 | Francie                | 1:27.27 | +3.45  |
| 26     | 26 | Carolina Ruizová Castillová      | Španělsko              | 1:27.75 | +3.93  |
| 27     | 24 | Maruša Ferková                   | Slovinsko              | 1:28.48 | +4.66  |
| 28     | 40 | María José Riendaová             | Španělsko              | 1:28.68 | +4.86  |
| 29     | 43 | Maria Škanovová                  | Bělorusko              | 1:29.14 | +5.32  |
| 30     | 42 | Alexandra Colettiová             | Monako                 | 1:29.31 | +5.49  |
| 31     | 45 | Edith Miklosová                  | Maďarsko               | 1:29.36 | +5.54  |
| 32     | 44 | Andrea Zemanová                  | Česko                  | 1:29.42 | +5.60  |
| 33     | 38 | Anna Sorokinová                  | Rusko                  | 1:29.88 | +6.06  |
| 34     | 33 | Karolina Chrapeková              | Polsko                 | 1:29.89 | +6.07  |
| 35     | 41 | Maria Belen Simariová Birknerová | Argentina              | 1:31.73 | +7.91  |
| 36     | 46 | Anna Bereczová                   | Maďarsko               | 1:32.19 | +8.37  |
| 37     | 47 | Pavla Klicnarová                 | Česko                  | 1:34.20 | +10.38 |
| 38     | 49 | Bogdana Macocká                  | Ukrajina               | 1:35.26 | +11.44 |
| DNF    | 9  | Dominique Gisinová               | Švýcarsko              |         |        |
| DNS    | 12 | Viktoria Rebensburgová           | Německo                |         |        |
| DNF    | 18 | Andrea Fischbacherová            | Rakousko               |         |        |
| DNF    | 27 | Stacey Cooková                   | Spojené státy americké |         |        |
| DNF    | 30 | Gina Stechertová                 | Německo                |         |        |
| DNF    | 32 | Lotte Smisethová Sejerstedová    | Norsko                 |         |        |
| DNF    | 34 | Andrea Jardiová                  | Španělsko              |         |        |
| DNF    | 35 | Klára Křížová                    | Česko                  |         |        |
| DNF    | 37 | Agnieszka Gąsienicaová Danielová | Polsko                 |         |        |
| DNF    | 39 | Mireia Gutiérrezová              | Andorra                |         |        |
| DNF    | 48 | Macarena Simariová Birknerová    | Argentina              |         |        |

Soutěž Super–G žen na mistrovství světa v alpském lyžování 2011.
Legenda
- Č. – startovní číslo závodníka
- DNS – závodník nenastoupil na start
- DNF – závodník nedojel do cíle